# 1819
1819 (MDCCCXIX) var ett normalår som började en fredag i den gregorianska kalendern och ett normalår som började en onsdag i den julianska kalendern.

## Händelser

### Januari

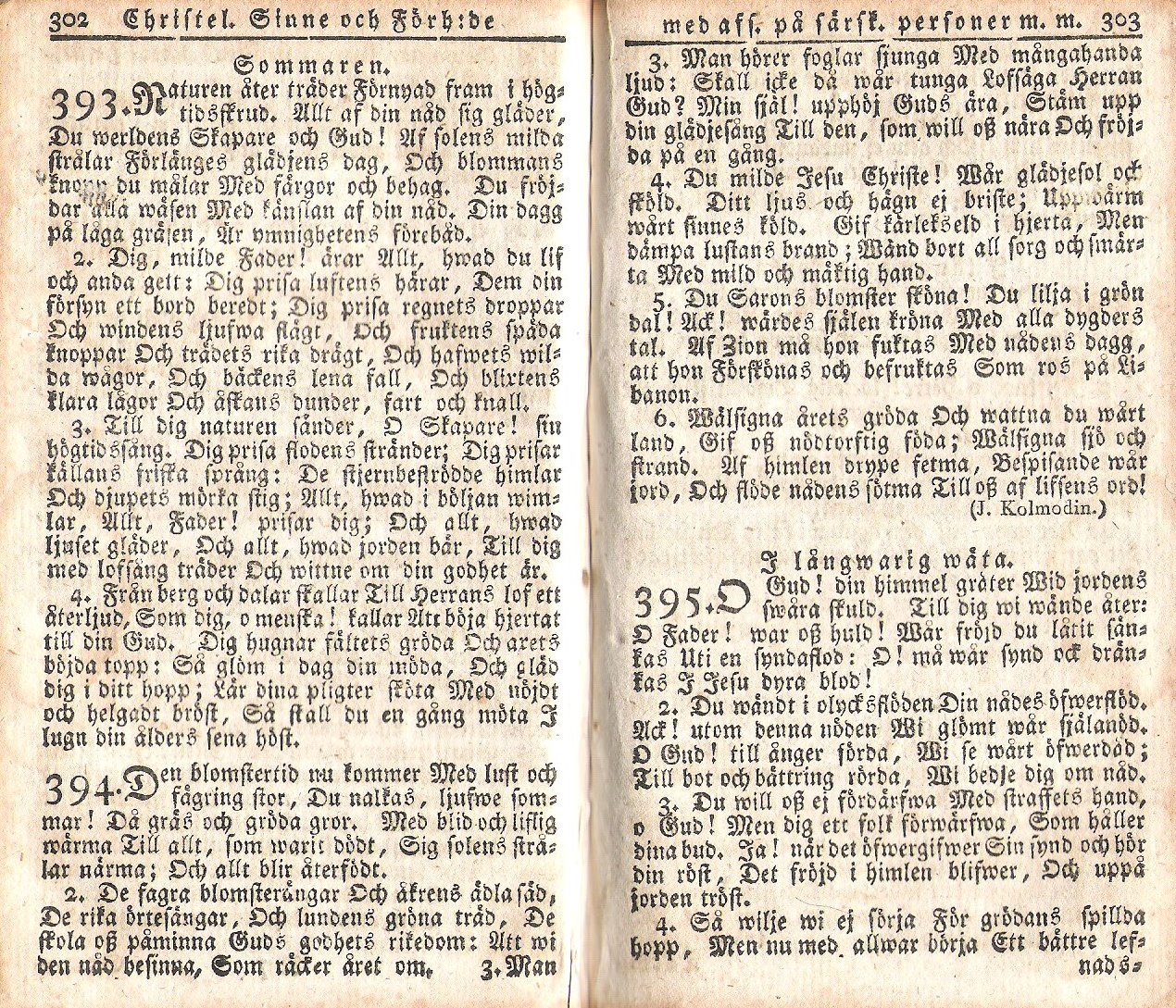
Sångtexten till Den blomstertid nu kommer i 1819 års svenska psalmbok

- 29 januari – Den Wallinska psalmboken (uppkallad efter J.O. Wallin, som har författat 128 och bearbetat och översatt ännu fler av de 500 psalmerna) utges.

### Mars
- 18 mars – Johan Aron af Borneman får i uppdrag att besiktiga Sveriges alla ekar, för att se vilka som är lämpliga för fartygsbyggen till flottan. Sveriges huvudsakliga ekbestånd har hittills vuxit i Svenska Pommern, men då detta 1815 har gått förlorat måste man se sig om efter andra ekar till flottan.

### Maj
- 23 maj – Hjulångaren Caledonia inleder ångbåtstrafiken mellan Malmö och Köpenhamn.[1]

### Augusti
- 16 augusti – Peterloomassakern i Manchester.

### September
- 20 september – Tyska förbundsdagen bekräftar Karlsbadbesluten, med skärpt censur som varar till 1848.

### Oktober
- 7 oktober– Södertälje kanal i Sverige öppnas för trafik.[2]
- 16 oktober – Storbritannien gör anspråk på Sydshetlandsöarna.[3]

### December
- 14 december – Alabama blir den 22:a delstaten att ingå i den amerikanska unionen.[4]

Republiken Colombia

- 17 december – Republiken Colombia utropas i Sydamerika, med Simón Bolívar som president.[5]

### Okänt datum
- Stockholms utbildningsanstalt för veterinärer (sedermera Veterinärhögskolan) inrättas.
- Stockholms prästsällskap, det första svenska prästsällskapet, bildas.
- Den svenska riksdagen fattar beslut om centralförsvar med centrum i Karlsborg.
- Karlsborgs fästning börjar byggas, vilket kommer att ta 90 år.
- Bildande av Välgörande fruntimmerssällskapet.

## Födda

### Första kvartalet

#### Januari
- 1 januari – Arthur Hugh Clough, brittisk författare.
- 3 januari – Charles Piazzi Smyth, brittisk astronom.
- 6 januari – Robert C. Wickliffe, amerikansk demokratisk politiker, guvernör i Louisiana 1856–1860.
- 14 januari – Frederick Steele, amerikansk militär.
- 20 januari – Göran Fredrik Göransson, svensk köpman och industriman, grundare av Sandvik AB.
- 22 januari – Morton S. Wilkinson, amerikansk politiker, senator 1859–1865.
- 26 januari – Amédée de Noé, fransk karikatyrtecknare.

#### Februari
- 8 februari
  - Wilhelm Jordan, tysk författare.
  - John Ruskin, brittisk författare.
- 10 februari – Albert Schwegler, tysk filosof och teolog.
- 14 februari – Christopher Sholes, amerikansk uppfinnare.
- 16 februari – James K. Kelly, amerikansk demokratisk politiker, senator 1871–1877.
- 17 februari
  - Philipp Jaffé, tysk historiker.
  - Max Schneckenburger, tysk poet.
- 22 februari – James Russell Lowell, amerikansk poet.

#### Mars
- 2 mars – Alois Emanuel Biedermann, schweizisk teolog.
- 6 mars – Oscar Björnstjerna, svensk diplomat, militär och politiker.
- 7 mars – Émile Blanchard, fransk zoolog.
- 8 mars – Preston Leslie, amerikansk demokratisk politiker, guvernör i Kentucky 1871–1875.
- 9 mars – Frederick Smyth, amerikansk republikansk politiker, guvernör i New Hampshire 1865–1867.
- 11 mars – Marius Petipa, fransk balettdansör och koreograf.
- 12 mars – Carl Adolf Cornelius, tysk kyrkohistoriker.
- 14 mars – Erik Edlund, svensk professor och riksdagsman.
- 21 mars – Anaïs Fargueil, fransk skådespelare.
- 24 mars – Friedrich Theodor von Frerichs, tysk läkare.
- 25 mars – Venceslaus Ulricus Hammershaimb, färöisk lingvist och präst.
- 26 mars – Louise Otto, tysk kvinnorättsaktivist.
- 28 mars – Joseph Bazalgette, brittisk ingenjör.
- 31 mars – Chlodwig zu Hohenlohe-Schillingsfürst, tysk politiker, Tysklands rikskansler 1894–1900.

### Andra kvartalet

#### April
- 2 april – Édouard Dubufe, fransk konstnär.
- 3 april – Jean-Louis Borel, fransk militär.
- 4 april – Maria II, regerande drottning av Portugal 1826–1828 och 1834–1853.
- 16 april – Gustave Chouquet, fransk musikforskare.
- 18 april – Carlos Manuel de Céspedes, kubansk politiker.
- 19 april – John Lenning, svensk fabrikör och donator.

#### Maj
- 7 maj – Otto Wilhelm von Struve, rysk astronom.
- 17 maj – Gustaf Rudolf Abelin, svensk militär.
- 19 maj – Nikolaj Adlerberg, Finlands generalguvernör 1866–1881.
- 24 maj – Viktoria, regerande drottning av Storbritannien 1837–1901.
- 31 maj – Walt Whitman, amerikansk diktare.

#### Juni
- 10 juni – Gustave Courbet, fransk målare, ledande inom den franska realismen.
- 12 juni – Charles Kingsley, brittisk författare.
- 28 juni – Carlotta Grisi, italiensk ballerina.
- 30 juni
  - Lucile Grahn, dansk ballerina.
  - William Almon Wheeler, amerikansk republikansk politiker, USA:s vicepresident 1877–1881.

### Tredje kvartalet

#### Juli
- 9 juli – Cowper Phipps Coles, brittisk bilitär och uppfinnare.
- 17 juli – Joseph Knabl, tysk skulptör.

#### Augusti
- 1 augusti – Herman Melville, amerikansk författare, skrev bland annat Moby Dick.
- 3 augusti – Wilhelm Flensburg, svensk biskop.
- 13 augusti – George Gabriel Stokes, irländsk matematiker och fysiker.
- 26 augusti – Albert av Sachsen-Coburg-Gotha, brittisk prinsgemål 1840–1861 (gift med drottning Viktoria).

#### September
- 15 september – Francis Napier, brittisk politiker.
- 18 september – Léon Foucault, fransk fysiker.

### Fjärde kvartalet

#### Oktober
- 4 oktober – Francesco Crispi, italiensk politiker, premiärminister 1887–1891 och 1893–1896.
- 13 oktober – Aurelio Saffi, italiensk politiker.
- 20 oktober – Báb, grundaren av babi-religionen i Shiraz, Iran.
- 30 oktober – James T. Lewis, amerikansk politiker, guvernör i Wisconsin 1864–1866.
- 31 oktober – Alexander Randall, amerikansk politiker och diplomat.

#### November
- 1 november – John Miller Adye, brittisk militär.
- 6 november – Charles C. Stockley, amerikansk demokratisk politiker, guvernör i Delaware 1883–1887.
- 9 november – Annibale de Gasparis, italiensk astronom.
- 12 november – Daniel Sanders, tysk filolog.
- 13 november – Estanislao Figueras, spansk politiker.
- 16 november – Wilhelm Marr, tysk journalist.
- 22 november – George Eliot, brittisk författare.
- 23 november – Ludwig von Hagn, tysk målare.

#### December
- 21 december – Robert Pleasant Trippe, amerikansk politiker.
- 23 december – Carl Siegmund Franz Credé, tysk läkare och professor.
- 30 december – John W. Geary, amerikansk militär och politiker, guvernör i Pennsylvania 1867–1873.

## Avlidna

### Första kvartalet

#### Januari
- 20 januari – Johann Michael Hahn, 60, tysk pietistisk teosof.

#### Februari
- 6 februari – Armistead Thomson Mason, 31, amerikansk politiker, senator 1816–1817.
- 8 februari – Cecilia Cleve, svensk bibliotekarie.
- 15 februari – Jacob Axelsson Lindblom, 72, svensk ärkebiskop sedan 1805.

#### Mars
- 23 mars – August von Kotzebue, 57, tysk författare, mördad.

### Andra kvartalet

#### April
- 23 april – Alexander Contee Hanson, 33, amerikansk politiker, senator 1816–1819.

#### Maj
- 13 maj – Johan David Flintenberg, 57, svensk historisk forskare.

#### Juni
- 28 juni – Antonia Santos, 37, colombiansk frihetshjältinna.

### Tredje kvartalet

#### Juli
- 1 juli – Levin Winder, 61, amerikansk federalistisk politiker, guvernör i Maryland 1812–1816.

#### Augusti
- 19 augusti – James Watt, 83, brittisk uppfinnare.

#### September
- 12 september – Gebhard Leberecht von Blücher, 76, preussisk militär, fältmarskalk 1813.
- 18 september – John Langdon, 78, amerikansk politiker.
- 19 september – Göran Magnus Sprengtporten, 79, svensk militär och politiker.

### Fjärde kvartalet

#### Oktober
- 26 oktober – Thomas Johnson, 86, amerikansk jurist och politiker, guvernör i Maryland 1777–1779.

#### November
- 7 november – Caleb Strong, 74, amerikansk politiker, senator 1789–1796.

#### December
- 19 december – Henry Latimer, 67, amerikansk läkare och politiker, senator 1795–1801.
- 30 december – Josepha Mayer, född Weber och tidigare gift Hofer, tysk sopran.

### Fotnoter
1. ↑  ”200 år sedan första ångbåten började trafikera Malmö–Köpenhamn” (på svenska). News Øresund. 7 juli 2019. https://www.newsoresund.se/angfartyg-oresund/. Läst 3 september 2022.
2. ↑  Södertälje kanal
3. ↑  World Statesmen
4. ↑  World Statesmen (läst 3 april 2011)
5. ↑  ”Colombia” (på engelska). World Statesmen. http://www.worldstatesmen.org/Colombia.html. Läst 7 mars 2011.